# Hymenochaete gigaspora
Hymenochaete gigaspora är en svampart som beskrevs av D.A. Reid 1974. Hymenochaete gigaspora ingår i släktet Hymenochaete och familjen Hymenochaetaceae.   Inga underarter finns listade i Catalogue of Life.